# Saint-Lary-Soulan (station)
La station de Saint-Lary-Soulan 1700 est une station de ski  des Pyrénées françaises, située sur la commune de Saint-Lary-Soulan dans le département des Hautes-Pyrénées en région Occitanie. La station a aussi servi d'arrivée d'étape au Tour de France à plusieurs reprises.

## Géographie
La station se situe dans les Hautes-Pyrénées, dans le massif de l'Arbizon, bordant le massif et la réserve naturelle du Néouvielle. Le pied de la station - le Pla d'Adet - est un plateau qui domaine la vallée de la Neste (vallée d'Aure) et le bourg de Saint-Lary-Soulan. Depuis le Pla d'Adet, il est possible d'observer le village d'Azet ainsi que la station de ski de Peyragudes et le col de Peyresourde.
Le village de Saint-Lary est accessible exclusivement par la route via la route départementale 929 depuis Lannemezan (gare SNCF la plus proche), passant par Arreau. La D929 continue ensuite vers le tunnel Aragnouet-Bielsa mais la station est accessible par route départementale 123 qui dessert aussi le parking et la télécabine d'Espiaube.
Elle est également accessible par téléphérique et par télécabines depuis Saint-Lary-Soulan ainsi que par des navettes gratuites. La télécabine permet de relier les pistes directement et notamment le télésiège de Bouleaux tandis que le téléphérique arrive au Pla d'Adet.
Administrativement, la station de situe sur les communes de Saint-Lary-Soulan (exclave de la commune), Vignec et Vielle-Aure.

## Climat
La station de Saint-Lary-Soulan bénéficie d'un climat de type montagnard, contrasté par des étés doux et orageux, et des hivers froids et neigeux .

## Domaine skiable
Le domaine skiable s’étend sur 700 ha en trois secteurs, de 1 700 à 2 515 m d’altitude :
- Le « Pla d’Adet » à 1 683 m ;
- « Espiaube » à 1 900 m ;
- Saint-Lary 2400 ou Vallon du Portet.

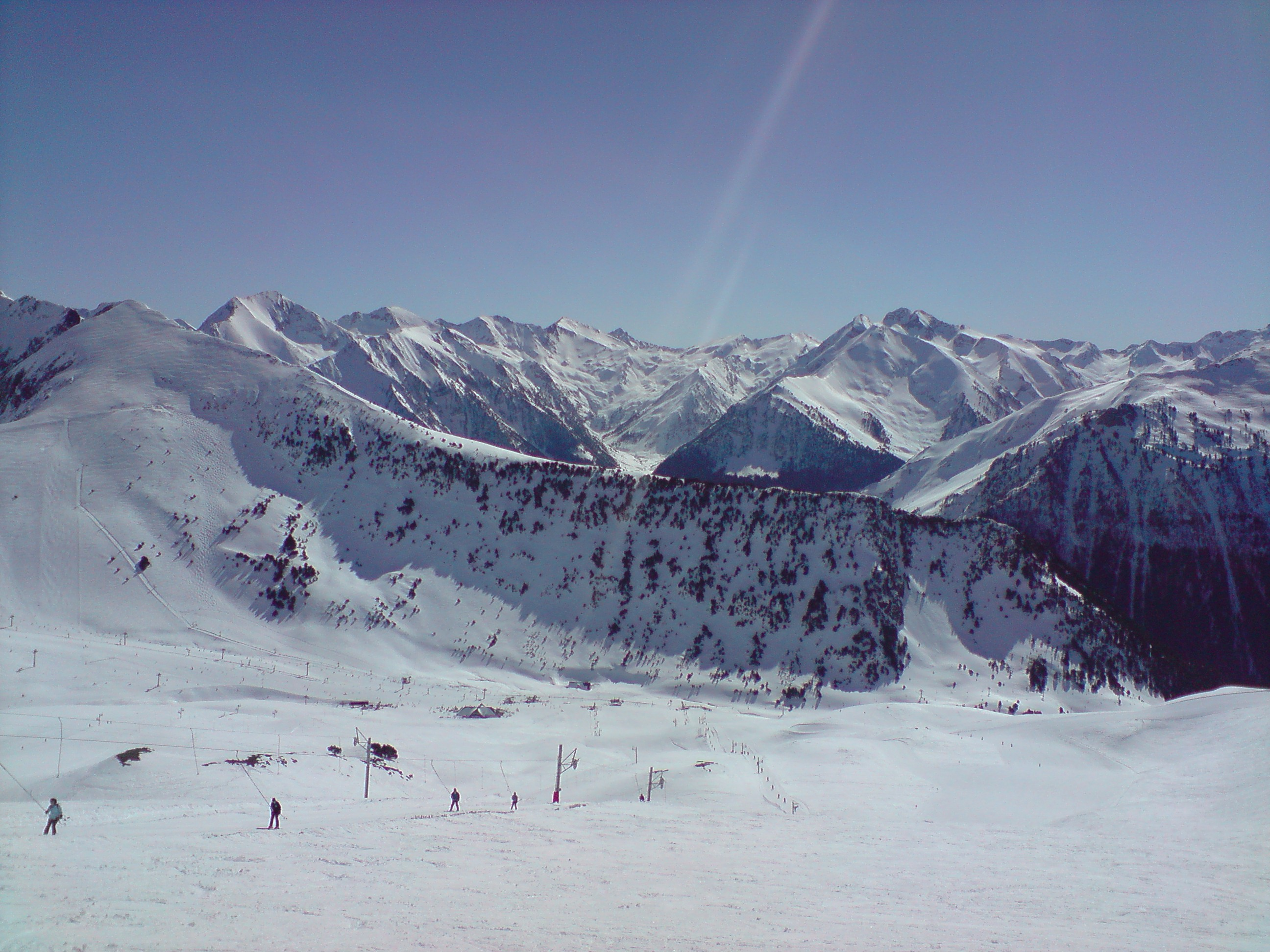
Saint-Lary 2400, février 2009.

Le domaine skiable s'étend sur 100 km de pistes équipées de 270 canons à neige avec un débit de neige instantané de 1 500 m3/h. C'est le plus grand domaine skiable des Pyrénées françaises qui a accueilli en 2013 le plus de skieurs du massif .
Le chiffre d'affaires de la saison hiver 2008-2009 s'éleva à 12 300 000 €, avec 550 000 journées de ski commandées.
Saint-Lary Soulan  est la première station pyrénéenne et l’une des 10 premières stations en France à avoir signé la Charte en faveur du Développement Durable en station de montagne mise en place en 2007-2008 par l’ANSM (Association Nationale des Maires de Stations de haute  Montagne).

## Préservation de l'environnement
Plus de 80 % des terrains communaux sont en zones classées : Natura 2000, Parc National et Réserve Naturelle.
La station est labellisée Qualité Environnement puisqu’elle est certifiée ISO 14001.
Une ligne de télécabine a été mise en place en 2009 pour relier la station à la vallée. Elle a un débit de 2 800 personnes par heure, dispose de 80 cabines de 10 personnes et permet d'accéder aux pistes de Saint-Lary 1700 au alentour  8 minutes. Cet investissement permet à la fois de faire face à la fréquentation croissante de la station et d'en réduire le bilan carbone en diminuant le nombre de voitures et de navettes sur la route.

## Équipements

### Ski de piste
- 32 remontées mécaniques (1 téléphérique, 3 télécabines, 11 télésièges, 18 téléskis et 2 tapis roulants) ;
- 59 pistes de ski ;
- 7 espaces de glisse : Snowpark, Family-Park, Kidpark, Stade de bosses, Stade de slalom, Piste de luge, Ski nordique,

### Ski de fond
Le domaine dispose d'une piste bleue de 3 km à Saint-Lary 2400 et d'une piste rouge autour du Lac de l'Oule.

### VTT
En été, un Mountain Bike Park est accessible aux adeptes du VTT. Il est desservi par le télésiège de Soum (Saint-Lary 1700), équipé de crochets pour monter les vélos au sommet de la pente.

## Ascension cycliste

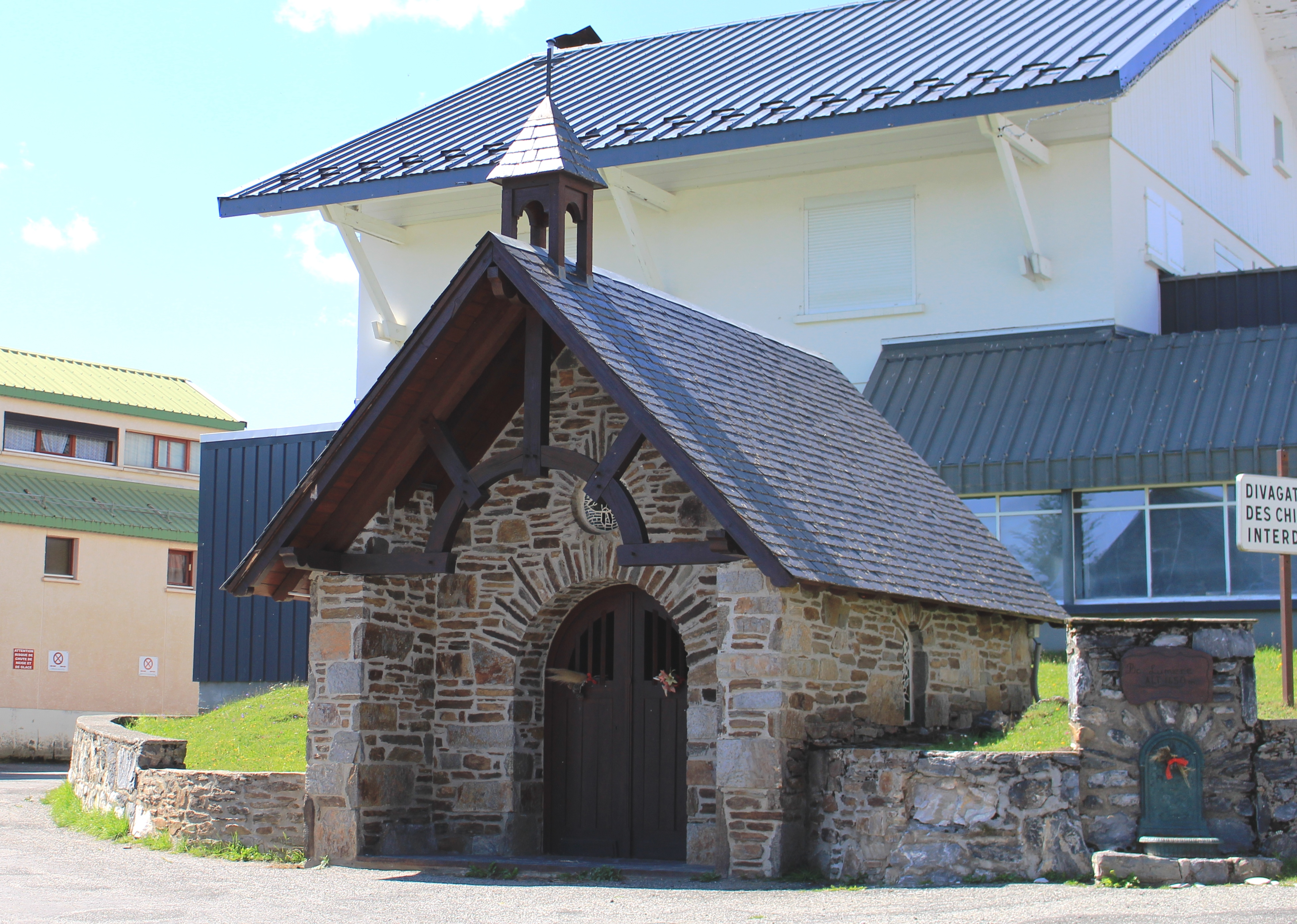
La chapelle du Pla d'Adet en 2021.

Le lieu du Pla d'Adet a servi plusieurs fois d'arrivée d'étape au Tour de France. Ses caractéristiques pour la montée sont : 
- Altitude : 1 680 m
- Départ : Vignec (855 m)
- Dénivellation : 825 m
- Longueur : 10,3 km
- Pente : 8,3 %
- Classement : Hors catégorie

| Année | Étape | Ville départ    | Distance (km) | Categorie | Vainqueur d'étape      | Maillot jaune         |
| ----- | ----- | --------------- | ------------- | --------- | ---------------------- | --------------------- |
| 2024  | 14    | Pau             | 151.9         | HC        | Tadej Pogačar (SVN)    | Tadej Pogačar (SVN)   |
| 2014  | 17    | Saint-Gaudens   | 124.5         | HC        | Rafał Majka (POL)      | Vincenzo Nibali (ITA) |
| 2005  | 15    | Lézat-sur-Lèze  | 205           | HC        | George Hincapie (USA)  | Lance Armstrong (USA) |
| 2001  | 13    | Foix            | 194           | HC        | Lance Armstrong (USA)  | Lance Armstrong (USA) |
| 1993  | 16    | Andorre         | 230           | 1         | Zenon Jaskuła (POL)    | Miguel Indurain (ESP) |
| 1982  | 13    | Pau             | 122           | HC        | Beat Breu (SUI)        | Bernard Hinault (FRA) |
| 1981  | 6     | Saint-Gaudens   | 117           | HC        | Lucien Van Impe (BEL)  | Phil Anderson (AUS)   |
| 1978  | 11    | Pau             | 161           | 1         | Mariano Martinez (FRA) | Joseph Bruyère (BEL)  |
| 1976  | 14    | Saint-Gaudens   | 139           | 1         | Lucien Van Impe (BEL)  | Lucien Van Impe (BEL) |
| 1975  | 11    | Pau             | 160           | 1         | Joop Zoetemelk (NED)   | Eddy Merckx (BEL)     |
| 1974  | 16    | La Seu d'Urgell | 209           | 1         | Raymond Poulidor (FRA) | Eddy Merckx (BEL)     |

Le Col de Portet, également situé sur le domaine skiable de la station de Saint-Lary-Soulan, a servi d'arrivée au Tour de France, pour la première fois en 2018 lors d'une étape marquée par un départ type course automobile, et une distance très courte (65 km). Ses caractéristiques pour la montée sont : 
- Altitude : 2 215 m
- Départ : Vignec (855 m)
- Dénivellation : 1 360 m
- Longueur : 17,8 km
- Pente : 7,9 %
- Classement : Hors catégorie

| Année | Étape | Ville départ       | Distance (km) | Categorie | Vainqueur d'étape    | Maillot jaune        |
| ----- | ----- | ------------------ | ------------- | --------- | -------------------- | -------------------- |
| 2018  | 17    | Bagnères-de-Luchon | 65            | HC        | Nairo Quintana (COL) | Geraint Thomas (WAL) |
| 2021  | 17    | Muret              | 178,4         | HC        | Tadej Pogačar (SVN)  | Tadej Pogačar (SVN)  |

## Navettes internes
Trois navettes exploitées par Altiservice desservent la station :
- 1 (Boucle Téléphérique) entre Saint-Lary-Soulan — Téléphérique et Saint-Lary-Soulan — Télécabine du Portet
- 2 (Navette du parking du Schuss), circulaire autour de Saint-Lary-Soulan — Téléphérique
- 3 (Navette des Chalets), circulaire autour de Saint-Lary-Soulan — Téléphérique